# Le scandale - Delitti e champagne
Le scandale - Delitti e champagne (Le scandale) è un film del 1967 diretto da Claude Chabrol.